# 異議申立て
異議申立て（いぎもうしたて）は、日本の行政における不服申立て方法の一つである。処分をした行政庁（処分庁）または不作為に係る行政庁（不作為庁）に対してその法的な誤りなどを指摘して行なう不服申立てをいう。「再調査の請求」制度が導入された現在では特許庁に対する特許異議の申立て、商標登録異議申立てに残る。
旧行政不服審査法では、処分庁に上級行政庁がある場合は審査請求をさせ、処分庁に上級行政庁がない場合等に限り異議申立てをさせるという審査請求中心主義をとった（現行法において再調査の請求と審査請求は自由に選択できる）。処分に対して異議申立てができる期間は原則としてわずか60日間と短かった（現行法の再調査の請求の場合は3か月以内）。
行政庁の不作為についての不服申立ては審査請求と異議申立てのいずれかを選択することができた（現行法においては審査請求のみ）。ただし、不作為庁が主任の大臣等である場合は、異議申立ての方法に限られた。